# DHL

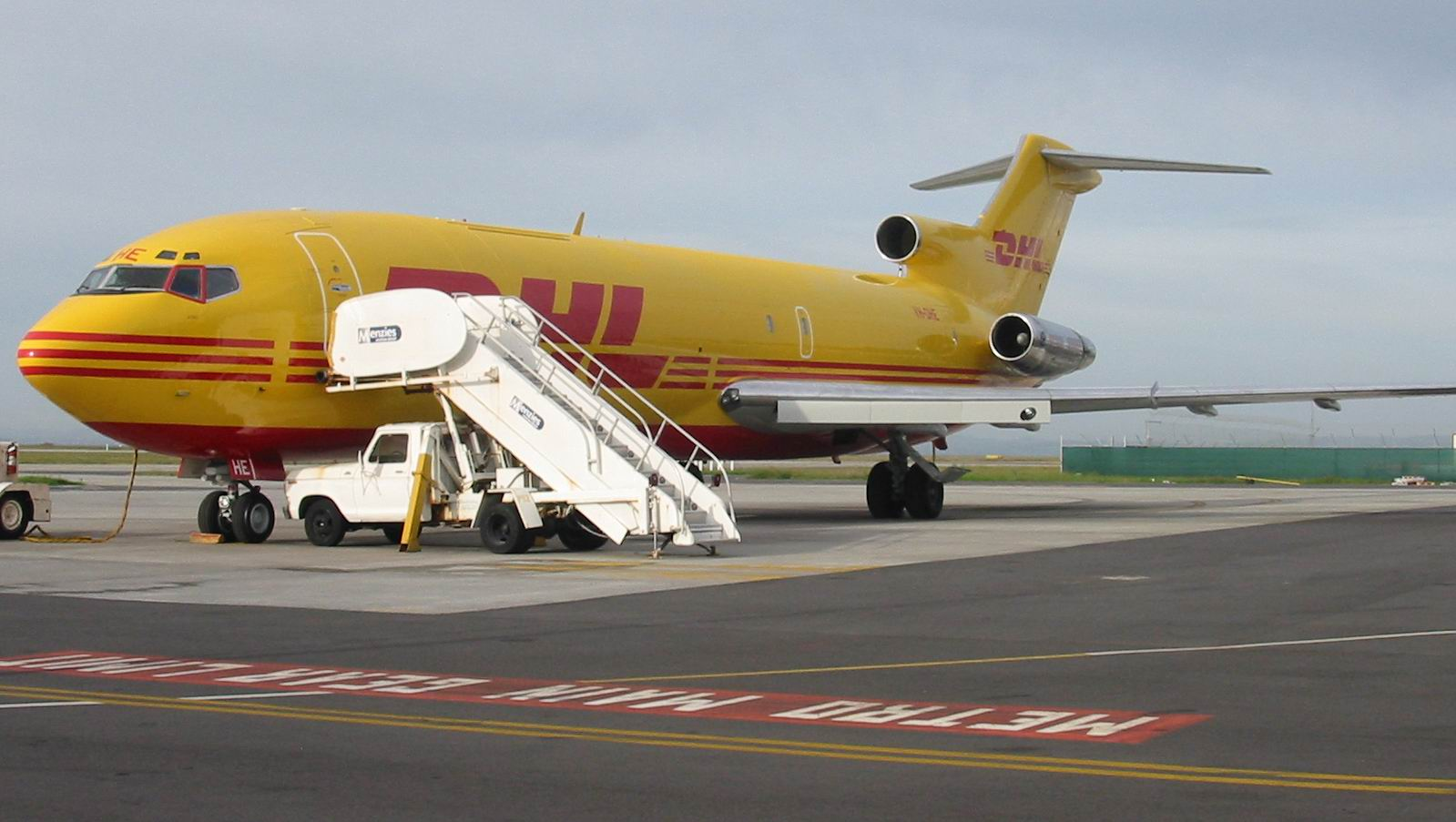
DHL的波音727-200F貨機

DHL快遞（英語：DHL Express），是一家創立於美國的運輸公司，目前由德國郵政集團全資持有，是目前世界上最大的運輸公司之一。DHL快遞於中國大陸因与中國外運股份有限公司（中外運）的合作夥伴關係稱爲中外運敦豪，日常使用DHL；而在台灣，其早年進入台灣時曾使用洋基通運的譯名，但為了企業識別的統一，在行銷上已經直接稱為DHL，中文名稱僅保留作為公司註冊用名；在香港，公司註冊名稱為敦豪國際，但日常仍然使用DHL。
1998年，德國郵政開始收購DHL的股份，且在2001年握有了控股權，並於2002年12月之前收購了所有流通股。現今，DHL快遞與DHL全球貨運及DHL供應鏈等德國郵政旗下事業單位，共享了“DHL”這個品牌名稱。

## 發展
1969年，DHL開設了他們的第一條從舊金山到檀香山的快遞運輸航線，公司的名稱“DHL”由三位創始人姓氏的首字母組成（Dalsey, Hillblom and Lynn）。DHL成立第3年，香港企業家鍾普洋因工作關係結識了創辦人之一的Adrian Dalsey，加入DHL的創辦行列，於1972年以DHL名稱在香港開設DHL國際（香港），負責美國本土以外的國際快遞業務，將DHL的航線擴展到香港、日本、菲律賓、澳洲和新加坡，並為業界首創中文「速遞」一詞。在DHL致力建立起一個嶄新的、提供全球戶對戶運輸服務的網絡構想下，在1970年代中後期DHL將他們的航線擴展到南美洲、中東地區和非洲。
1995年，創辦人之一Hillblom因飛機失事身亡，但其他合夥人沒有足夠資金接收他持有的49%股權。2002年開始，德國郵政買下及控制其全部股權，並將旗下的DHL、丹沙公司（Danzas）以及歐洲快運公司整合為新的DHL公司。2003年，德國郵政又收購了美國的空運特快公司（AirborneDHL Express），並將它整合到DHL裏。2005年，德國郵政又收購了英國的英运公司（Exel plc），並將它整合到DHL裏。至此DHL公司擁有了世界上最完善的運輸網路之一，可以到達220個國家和地區的12萬個目的地。
2007年1月26日，敦豪宣布正式启动在中国国内的货物空运业务。
2014年9月，在美國率先啟用送貨無人機派遞服務。

## 貨運機隊及車輛
DHL快遞其下有自己的貨運機隊及車輛：
- DHL快遞的機隊有122架飛機，機型主要包括空中巴士A300型貨機、波音757型貨機；原有的波音727機隊正逐步退役。DHL機隊以萊比錫/哈雷機場作為樞紐。

DHL快遞的機隊如下：
- 作业车辆：3,526,200部

## 附屬及加盟公司
- 中國華夏航空：2020年加盟。
- 南非南非航空：2012年加盟。

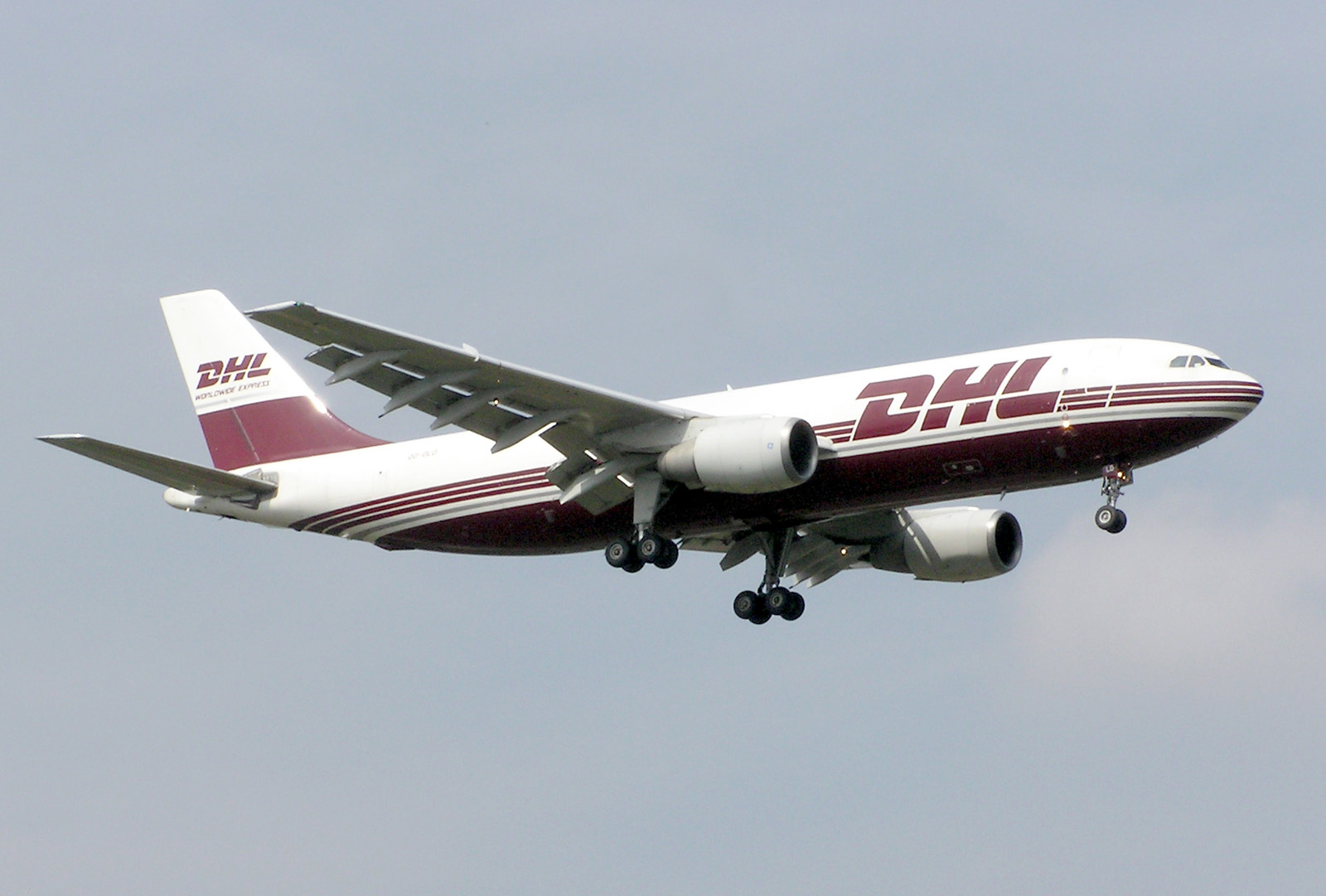
一架正要降落在倫敦希斯洛機場的DHL空中巴士A300B4-200F型貨機

- 香港華民航空：2002年10月：國泰航空與DHL結盟，40%的華民股權轉移給DHL。華民開始代操DHL從香港出發往亞洲的貨運航班。
- DHL中亞樞紐中心：位於香港國際機場境內、佔地18200平方米的機場速遞貨運中心第一期，是由DHL的香港子公司敦豪國際投入一億美元興建，並於2004年7月16日正式投入運作。在接續的第二期與第三期工程陸續完成後，整個貨運中心的最終處理能力可提升到每日2000噸貨件，並達到每小時八萬件的貨件處理量。[12]